# Nyord (ö)

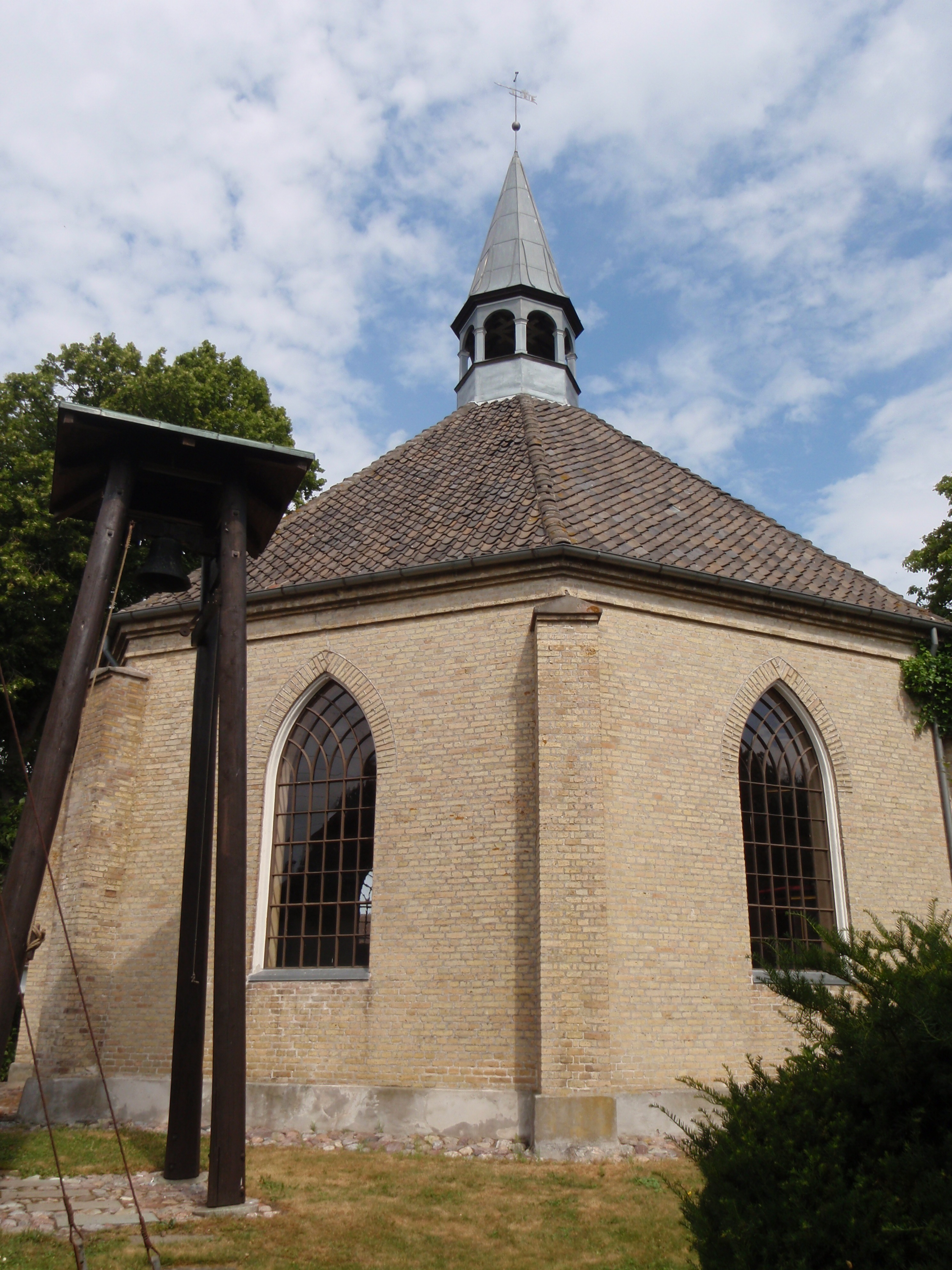
Nyord kyrka.

Nyord är en dansk ö norr om Møn. Ön hör till Vordingborg kommun i Region Sjælland. Den har en areal på 4,99 km². Antalet invånare var 34 den 1 januari 2020.
Sedan 1968 har ön varit förbunden med Møn via en vägbank och en låg bro med endast en körbana. Nyord Enge, som utgör öns östligaste del, är känd som ett av Danmarks allra bästa fågelområden. I väster ligger staden, Nyord by, och den lilla hamnen.
Förutom av fiske och lantbruk, har nyordborna levt på lotsverksamhet genom de grunda vattnen som omger ön. Ett litet lotsutkikshus på öns högsta punkt, i utkanten av Nyord by, minner fortfarande om denna tid.
Då ön 1845 blev en självständig socken (Nyord Sogn), skild från Stege Landsogn, fick den också en egen kyrka, en särpräglad åttkantig byggnad uppförd av arkitekt Otto M. Glahn med Frederiksbergs kyrka som förebild. Kyrkklockan finns i en enkel klockstapel av trä vid sidan av kyrkan.
Under dansk-svenska krigen på 1600-talet var ön en tid tillflykt för Svend Povlsen och hans folk, tills de skickades iväg av länsman Christoffer Lindenov, som var rädd för att väcka svenskarnas vrede.
År 2017 utsågs Nyord tillsammans med  Møn och Bogø till Danmarks första biosfärområde av Unesco.